# Whitehorn Mountain
Whitehorn Mountain är ett berg i Kanada.   Det ligger i provinsen British Columbia, i den centrala delen av landet, 3 200 km väster om huvudstaden Ottawa. Toppen på Whitehorn Mountain är 3 399 meter över havet.
Terrängen runt Whitehorn Mountain är huvudsakligen bergig, men åt nordost är den kuperad.Trakten runt Whitehorn Mountain är nära nog obefolkad, med mindre än två invånare per kvadratkilometer.. Det finns inga samhällen i närheten. 
Trakten runt Whitehorn Mountain består i huvudsak av gräsmarker.